# Kevin Van Impe
Kevin Van Impe (Alost, 19 aprile 1981) è un ex ciclista su strada belga, professionista dal 2002 al 2012. È figlio di Frank Van Impe e nipote di Lucien Van Impe.

## Carriera
Kevin Van Impe nel 1999 riesce a conquistare il campionato nazionale a cronometro Under-19, mentre nel 2001 si impone nella OZ Wielerweekend. Dall'anno successivo passa fra i professionisti, e viene ingaggiato dai belgi della Lotto-Adecco, con i quali corre dal 2002 al 2004.
Dopo un anno trascorso alla Chocolade Jacques-T Interim, dal 2006 al 2011 corre per la Quick Step. Fra i risultati più importanti vi è un nono posto alla Parigi-Roubaix 2007 e la vittoria nella Dwars door Vlaanderen. Il giorno 24 marzo 2012, dopo alcuni mesi tra le file della Vacansoleil-DCM, decide di ritirarsi definitivamente dal mondo delle corse.

## Palmarès
- 2003

3ª tappa Rheinland-Pfalz-Rundfahrt
- 2005

Omloop van het Houtland
- 2006

1ª tappa Circuit Franco-Belge
Classifica generale Circuit Franco-Belge
- 2009

Dwars door Vlaanderen
- 2010

Grote Prijs Briek Schotte

### Altri successi
- 2007

1ª tappa Tour of Qatar (cronosquadre)

## Piazzamenti

### Grandi Giri
- Giro d'Italia

2003: ritirato (14ª tappa)
- Vuelta a España

2006: 129º
2008: 126º